# Parker (Florida)
Parker è un comune degli Stati Uniti d'America, situato in Florida, nella Contea di Bay.